# Maiden Voyage (Art Farmer)
Maiden Voyage è un album di Art Farmer, pubblicato dalla Interface Records nel 1983. Il disco fu registrato nell'aprile del 1983 al A&R Studios di New York (Stati Uniti).

## Tracce
Lato A
1. Nica's Dream – 6:00 (Horace Silver)
2. Ruby My Dear – 4:49 (Thelonious Monk)
3. Blue Bossa – 6:29 (Kenny Dorham)
4. Goodbye Pork Pie Hat – 5:40 (Charles Mingus)

Lato B
1. Blue in Green – 6:13 (Bill Evans, Miles Davis)
2. Maiden Voyage – 7:11 (Herbie Hancock)
3. Naima – 7:11 (John Coltrane)

## Musicisti
- Art Farmer - flicorno
- Masahiko Satoh - conduttore musicale, arrangiamenti
- Masahiko Satoh - pianoforte, pianoforte elettrico
- Ron Carter - contrabbasso
- John Beal - contrabbasso
- Jack DeJohnette - batteria
- David Nadien - concertmaster, violino
- Barry Finclair - violino
- Charles Libove - violino
- Elena Barere - violino
- Jan Mullen - violino
- John Pintavalle - violino
- Lewis Eley - violino
- Masako Yanagita - violino
- Regis Landiorio - violino
- Richard Sortomme - violino
- Al Brown - viola
- Emanuel Vardi - viola
- Charles McCracken - violoncello
- Jonathan Abramowitz - violoncello